# Fritz Lichtschein
Fritz Lichtschein (1902. – 1932. március 9. előtt) Európa-bajnoki bronzérmes osztrák jégkorongozó kapus.
Az 1930-as jégkorong-világbajnokságon játszott az osztrák válogatottban, mint tartalék kapus. Egy mérkőzésen védett. Ausztria végül az elődöntőben kapott ki a Svájctól 2–1-re és a 4. helyen végeztek. Ez a jégkorong-világbajnokság Európa-bajnokságnak is számított és az európai válogatottak külön versenye között a bronzérmet szerezték meg.